# هانز دي كليرك
هانز دي كليرك (بالفرنسية: Hans De Clercq)‏ ولد بتاريخ 3 مارس 1969 في بلجيكا، هو دراج بلجيكي سابق.

## روابط خارجية
- هانز دي كليرك على موقع أرشيف الدراجات (الإنجليزية)
- هانز دي كليرك على موقع إحصائيات الدراجات الإحترافية (الإنجليزية)
- هانز دي كليرك على موقع نسبة الدراجات (الإنجليزية)